# Bundesbeschluss vom 14. Juni 1866

Karte des Deutschen Bundes

Im Bundesbeschluss vom 14. Juni 1866 ordnete der in Frankfurt am Main tagende Bundestag auf Antrag Österreichs  die Mobilmachung des Bundesheeres gegen Preußen an. Die Mehrheit im Bundestag wollte damit Preußens Einmarsch in Holstein begegnen. Dieser Einmarsch hatte als unerlaubte Selbsthilfe die Verfassungsgesetze des Deutschen Bundes verletzt.
Preußen unter Ministerpräsident Otto von Bismarck hielt den Beschluss für rechtswidrig und erklärte den Deutschen Bund für aufgelöst. Tatsächlich aber waren die Angelegenheiten Schleswigs und Holsteins durchaus Sache des Bundes, da der Bund das Recht hatte, Maßnahmen gegen eine Verletzung des Bundesrechtes einzuleiten.
Der Bundesbeschluss führte zum Deutschen Krieg im Sommer des Jahres 1866, in dem Österreich und seine Verbündeten unterlagen. In den anschließenden Friedensschlüssen wie dem Prager Frieden mussten die Verlierer die Auflösung des Deutschen Bundes anerkennen.

## Österreichisch-preußischer Gegensatz
Ende der 1850er Jahre trat die Rivalität zwischen Österreich und Preußen wieder stärker hervor, und es entstand eine neue Reformdebatte im Deutschen Bund. Kurzzeitig arbeiteten beide Großmächte im Krieg gegen Dänemark 1864 zusammen, zerstritten sich aber bald darauf über das künftige Schicksal von Schleswig und Holstein. Preußen wollte diese von Dänemark losgelösten und gemeinsam als Kondominium regierten Gebiete annektieren.
Die Schleswig-Holstein-Frage eskalierte, als Österreich in Holstein die Stände einberufen wollte und Preußen dadurch seine Rechte verletzt sah. Preußische Truppen marschierten in Holstein ein. Österreich sah darin wiederum eine Verletzung seiner gemeinsamen Rechte und beantragte im Bundestag, das Bundesheer gegen Preußen zu mobilisieren. Das war keine Provokation, so Jürgen Angelow, sondern vielmehr eine Verzweiflungstat Österreichs. Es hatte zu spät erkannt, dass Preußen auf einen Krieg zusteuerte. Nun suchte es Rückhalt im Bund, um Preußen zu entmutigen.
Der österreichische Antrag wurde vor der Abstimmung noch verändert. Nur die vier gemischten Korps wurden als Bundesheer mobilisiert, nicht die drei österreichischen. Wichtiger war, dass noch kein gemeinsamer Bundesfeldherr bestimmt wurde. Kaernbach zufolge zeigte der Bundestag in der entscheidenden Sitzung „noch einmal alle Schwächen des Deutschen Bundes, wenn seine Führungsmächte uneins waren. Bei der Abstimmung […] brachten fast alle Staaten eigene Begründungen und besondere Vorbehalte zum Ausdruck.“ Nach preußischer Ansicht hatte Dänemark die Souveränität von Schleswig und Holstein an Österreich und Preußen übertragen, so dass es sich nicht um eine Bundesangelegenheit handelte. Der Antrag und die Abstimmung im Bundestag seien bundeswidrig.

## Ergebnis und Folgen

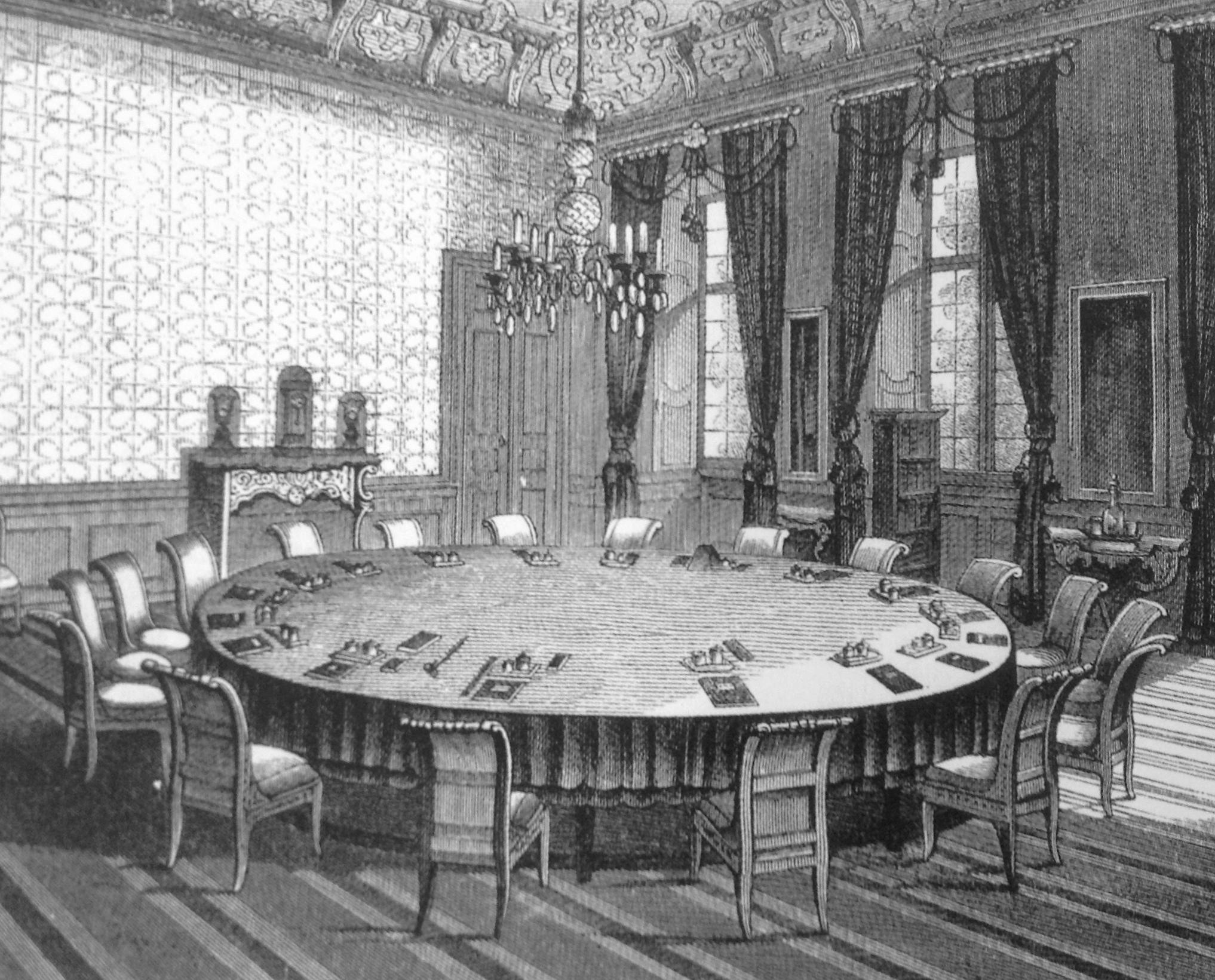
Sitzungssaal des Engeren Rates des Bundestages, im Palais Thurn und Taxis in Frankfurt am Main

Die Abstimmung im Engeren Rat des Bundestags am 14. Juni ergab:
- Für den Antrag stimmten Österreich, Bayern, Sachsen, Württemberg, Hannover, Kurhessen, Hessen-Darmstadt, die 13. Kurie (Nassau stimmführend) und die 16. Kurie (Schaumburg-Lippe stimmführend, außerdem Liechtenstein und Reuß ältere Linie dafür). Minderheitsvoten für Österreich in ihrer jeweiligen Kurie gaben Meiningen (12. Kurie) und Frankfurt (17. Kurie) ab.
- Der Gesandte für Schaumburg-Lippe hatte keine Instruktion für die Stimmabgabe erhalten. Allerdings schloss er sich der Mehrheit in seiner Kurie an. (Schaumburg-Lippe ging noch im Juni ins preußische Lager.)
- Dagegen stimmten der Gesandte für Luxemburg und Limburg, die 12. Kurie, die 14. Kurie (beide Mecklenburg), die 15. Kurie (Oldenburg, Anhalt und beide Schwarzburg) und die 17. Kurie (Hamburg, Bremen und Lübeck).
- Baden enthielt sich (schwenkte aber im Anschluss auf die österreichische Seite über).
- Reuß jüngere Linie wollte den Antrag an einen Ausschuss verwiesen sehen (und schloss sich noch im Juni Preußen an).
- Preußen verweigerte eine Stimmabgabe.
- Holsteins Stimme ruhte seit 1864 (war aber der Sache nach im österreichischen Lager).

Nach Stimmen ergab das eine Mehrheit von neun Stimmen für und fünf Stimmen gegen den Antrag, bei einer Enthaltung. Von den 33 Mitgliedsstaaten insgesamt haben zwölf für den Antrag gestimmt und 17 (einschließlich Preußen) gegen ihn bzw. nicht an der Abstimmung teilgenommen. Vier Stimmen können nicht gerechnet werden (Holstein, Baden, Reuß jüngere Linie, Schaumburg-Lippe).
Preußen hielt den Antrag für einen Bruch des Bundes, da Österreich nicht den komplizierten Weg der ordentlichen Bundesexekution ging. Es handele sich um eine bundesrechtlich unerlaubte Kriegserklärung gegen einen Mitgliedsstaat. Mit der Annahme am 14. Juni habe der Bund zu bestehen aufgehört. Am Krieg nahm der Bundestag nicht wesentlich teil. Kaernbach: „Er ging seinem normalen Geschäftsgang in Frankfurt nach, bis er vor den anrückenden preußischen Truppen nach Augsburg fliehen mußte.“

## Beurteilung

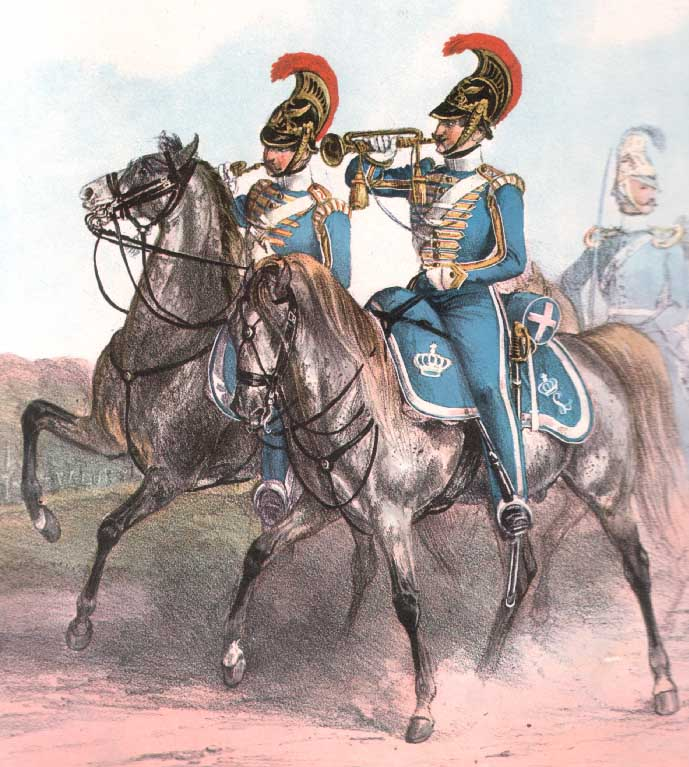
Badisches Dragoner-Regiment. Das Bundesheer bestand aus Kontingenten der Gliedstaaten. Das führte oft zu Klagen der Großmächte über die mangelhafte Ausstattung und Kampfstärke der bundesrechtlich vereinbarten Truppen.

Der Mobilmachungsbeschluss des Bundestages wirft verfassungsrechtliche und moralische Fragen auf. Primär geht es darum, ob Preußens Vorgehen und seine Auffassung, der Bund sei aufgelöst, gerechtfertigt war. Daran schließt sich die Frage an, wer die Verantwortung für das Ende des Deutschen Bundes und den Deutschen Krieg hatte.

### Abhilfe der Selbsthilfe Preußens
Österreich und Preußen hatten über Schleswig-Holstein eigennützige Absprachen außerhalb des Deutschen Bundes getroffen. Dabei missachteten sie die Rechte der augustenburgischen Dynastie und den Willen der Einwohner. Beide Großmächte haben außerdem geheime Absprachen mit Italien bzw. mit Frankreich getroffen, für den Kriegsfall – solche Absprachen gegen einen anderen Mitgliedsstaat waren vom Bundesrecht allerdings verboten. Österreichs Maßnahmen und Rüstungen waren eher entschuldbar, da es damit auf Preußen reagierte. Der preußische Einmarsch in Holstein stellte eine unerlaubte Selbsthilfe gegen einen tatsächlichen oder angeblichen Rechtsbruch (Art. 19 Wiener Schlussakte) dar, wie es auch die Bundestagsmehrheit feststellte.
Außerdem war Holstein dauerhaft ein Bundesglied. Wenn Österreich den Bundestag angerufen hatte, um die Verhältnisse dort zu klären, konnte dies keine bundesfremde Angelegenheit sein. Der Einmarsch Preußens war ein Angriff gegen die Landeshoheit, die Österreich und Preußen seit 1864 gemeinsam über Holstein (und Schleswig) ausübten.
Wenn auch materiell Österreich den Mobilmachungsantrag hatte stellen dürfen, so bleibt die Form ein Problem. Preußen befand: Sollte ein Mitgliedsstaat tatsächlich unerlaubte Selbsthilfe ausüben, könne man nur mit einer formellen Bundesexekution reagieren. Darauf aber hatte Österreich verzichtet, weil dies ein langwieriges Verfahren erfordert hätte. Ernst Rudolf Huber gab Österreich recht: „Der Bundesbeschluss des 14. Juni 1866 stellte vielmehr eine vorbereitende Maßnahme im Rahmen einer formlosen Bundesexekution zur Verhinderung preußischer Selbsthilfeaktionen oder sonstiger Tätlichkeiten dar.“ Das sieht er als vom Artikel 19 der Wiener Schlussakte gedeckt. Es wäre auch nicht sinnvoll gewesen, wenn dem Bundestag eine rechtzeitige Abwehr einer unerlaubten Selbsthilfe verboten gewesen wäre. Der Bundesbeschluss war daher vom Verfassungsrecht gedeckt. Außerdem war im Konfliktfall zwischen Bund und Mitgliedsstaat der Bundestag berechtigt, im Sinne eines übergesetzlichen Bundesnotstands zu reagieren. Selbst ein unzulässiger Bundesbeschluss führte nicht automatisch zur Auflösung oder erlaubte den Austritt eines Mitgliedsstaates (Art. V Wiener Schlussakte machte dies klar).

### „Recht der Nation“
Ein entscheidendes Moment ist die Frage, ob man den Deutschen Bund als einen reinen Staatenbund oder als etwas anderes verstand. Völkerrechtlich könnte man argumentieren, dass ein Mitgliedstaat sich nicht an einen Vertrag halten müsse, wenn sich die Umstände geändert haben, wenn das Grundrecht auf Ehre und Existenz ein Verbleiben im Staatenbund unzumutbar machte. Zwar sahen die Bundesgrundgesetze keine solche Formel rebus sic stantibus vor, aber die Entscheidung über die Unzumutbarkeit lag beim Einzelstaat.

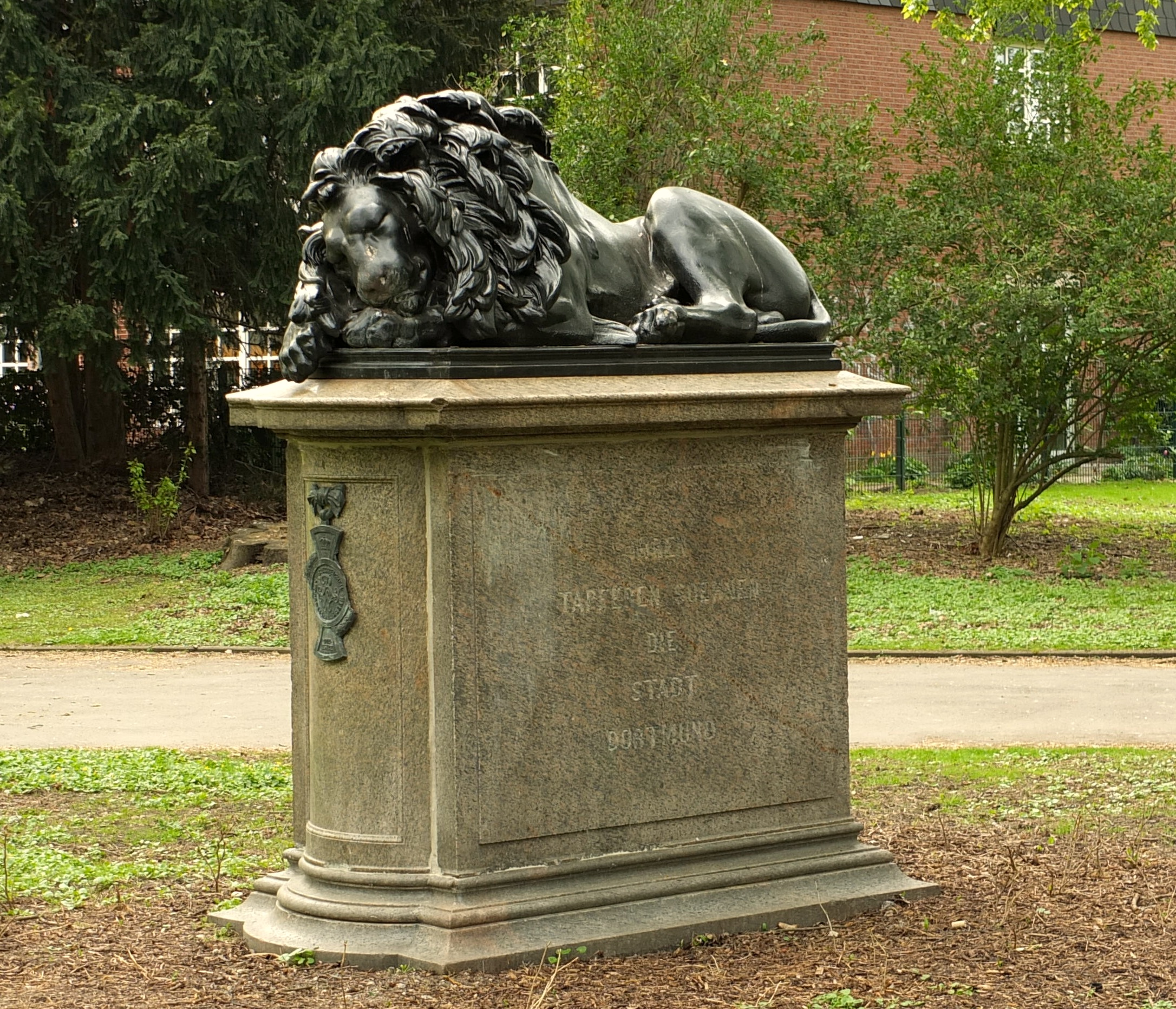
„Löwendenkmal“ in Dortmund für die Gefallenen des Krieges von 1866

Der Deutsche Bund hatte allerdings nicht nur völkerrechtliche, sondern auch bundesstaatliche Elemente. Darum musste ein Mitgliedsstaat sich letzten Endes auch einem Bundeszwang beugen. Die Einheit des Bundes beruhte auch auf der Grundlage der deutschen Nation, auf die Preußen sich ja gerade berufen hatte. Außerdem hatte Preußen erst durch sein eigenes Verhalten die Zwangsmittel des Bundes herbeigeführt.
Aus kleindeutsch-preußischer Sicht gab es aber ein überpositives Recht, auf das sich Preußen berufen konnte: das „Recht der deutschen Nation“, das dem alten Recht des Partikularismus gegenüberstand. Das alte Recht besaß vielleicht Legalität, das Recht der Nation hingegen Legitimität. Die Gegenseite sah es freilich umgekehrt: Den radikalen Föderalisten galt noch nach 1866 das alte Recht des Deutschen Bundes als legitim. Welchem Recht man folgen wollte, war letztlich eine politische Entscheidung. Die Zeitgenossen betrachteten Bismarcks Politik zunehmend als legitim, weil sie Erfolg hatte und Sicherheit und Wohlfahrt des deutschen Volkes verlässlicher garantierte als der Deutsche Bund.

## Belege
1. ↑  Jürgen Angelow: Von Wien nach Königgrätz. Die Sicherheitspolitik des Deutschen Bundes im europäischen Gleichgewicht (1815–1866). R. Oldenbourg Verlag, München 1996, S. 246.
2. ↑  Ernst Rudolf Huber: Deutsche Verfassungsgeschichte seit 1789. Band III: Bismarck und das Reich. 3. Auflage, W. Kohlhammer, Stuttgart [u. a.] 1988, S. 541.
3. ↑  Andreas Kaernbach: Bismarcks Konzepte zur Reform des Deutschen Bundes. Zur Kontinuität der Politik Bismarcks und Preußens in der deutschen Frage. Vandenhoeck & Ruprecht, Göttingen 1991, S. 237.
4. ↑  Ernst Rudolf Huber: Deutsche Verfassungsgeschichte seit 1789. Band III: Bismarck und das Reich. 3. Auflage, W. Kohlhammer, Stuttgart [u. a.] 1988, S. 540.
5. ↑  Ernst Rudolf Huber: Deutsche Verfassungsgeschichte seit 1789. Band III: Bismarck und das Reich. 3. Auflage, W. Kohlhammer, Stuttgart [u. a.] 1988, S. 541 f.
6. ↑  Ernst Rudolf Huber: Deutsche Verfassungsgeschichte seit 1789. Band III: Bismarck und das Reich. 3. Auflage, W. Kohlhammer, Stuttgart [u. a.] 1988, S. 542.
7. ↑  Andreas Kaernbach: Bismarcks Konzepte zur Reform des Deutschen Bundes. Zur Kontinuität der Politik Bismarcks und Preußens in der deutschen Frage. Vandenhoeck & Ruprecht, Göttingen 1991, S. 237.
8. ↑  Ernst Rudolf Huber: Deutsche Verfassungsgeschichte seit 1789. Band III: Bismarck und das Reich. 3. Auflage, W. Kohlhammer, Stuttgart [u. a.] 1988, S. 544/545.
9. ↑  Ernst Rudolf Huber: Deutsche Verfassungsgeschichte seit 1789. Band III: Bismarck und das Reich. 3. Auflage, W. Kohlhammer, Stuttgart [u. a.] 1988, S. 545/456.
10. ↑  Ernst Rudolf Huber: Deutsche Verfassungsgeschichte seit 1789. Band III: Bismarck und das Reich. 3. Auflage, W. Kohlhammer, Stuttgart [u. a.] 1988, S. 547/548, 850.
11. ↑  Ernst Rudolf Huber: Deutsche Verfassungsgeschichte seit 1789. Band III: Bismarck und das Reich. 3. Auflage, W. Kohlhammer, Stuttgart [u. a.] 1988, S. 550 f.
12. ↑  Ernst Rudolf Huber: Deutsche Verfassungsgeschichte seit 1789. Band III: Bismarck und das Reich. 3. Auflage, W. Kohlhammer, Stuttgart [u. a.] 1988, S. 551.
13. ↑  Ernst Rudolf Huber: Deutsche Verfassungsgeschichte seit 1789. Band III: Bismarck und das Reich. 3. Auflage, W. Kohlhammer, Stuttgart [u. a.] 1988, S. 552–554.